# Ikrich Auguszta

Ikrich Erzsébet Auguszta (Marosújvár, 1889. január 28. – Kolozsvár, 1973. május 8.) a Szociális Testvérek Társaságának tagja, az Erdélyi Kerület alapító főnöknője.

## Családja, neveltetése
Édesapja Ikrich Arnold (akit éppen leánya születési évében választottak meg marosújvári főszolgabírónak), édesanyja Elekes Jozefa, testvérbátyja az apja után szintén Arnold.
Elemi iskoláit az alvinci katolikus elemi iskolában végezte. 1907-ben magyar és német szakos elemi tanítói oklevelet szerzett a Szent Ferenc-rendi nővérek Nagyszebeni Tan- és Nevelőintézetében, majd Budapesten, az Erzsébet Nőiskolában német-történelem szakon polgári iskolai tanítóképzőt végzett. 

## Felnőttkori tevékenysége 1945-ig
Pedagógusi pályáját 1911-ben kezdte okleveles tanítónőként Magyarigenen. 1912-től Nagyváradon tanított. 1914-ben részt vett egy helyi, szociális munkára buzdító lelkigyakorlaton, ennek hatására 1915-ben jelentkezett a Szociális Missziótársulatba, ahol felvette az Auguszta nevet. 1916 pünkösdjén Székesfehérváron Prohászka Ottokár püspöki kápolnájában tett fogadalmat a püspök jelenlétében. 1917 őszén ott volt Gyulafehérváron a Szociális Missziók Erdélyi Kerületi Szervezetének megalakulásakor, majd ugyanebben az évben Budapesten a Szociális Missziótársulat országos szervezetének titkára és a Nővédelmi Hivatal vezetője lett. 
1921-ben Temesvárra küldték a Szociális Missziótársulat ottani letelepítése végett. Először a temesvári egyházmegyében végzett karitatív munkát, és itt kapcsolódott be A Nap című folyóirat szerkesztésébe is, amelynek felelős szerkesztője maradt 1931-ig.
1923 tavaszán az ő vezetése alatt önállósult a romániai Szociális Missziótársulat. (Románia akkori új alkotmánya ugyanis nem engedélyezte állampolgárainak külföldi szervezethez való tartozását). Amikor 1923-ban, Budapesten a Missziótársulatból kiválva, Slachta Margit 32 társával együtt megalapította a Szociális Testvérek Társaságát, a három bánsági missziótársulati nővér (Ikrich Auguszta, Csiszár Blanka, Olasz Katalin) irányzatban és szellemiségben hozzájuk csatlakozott, bár jogi egységüket a román államtörvények több éven át tiltották.
1923 nyarán Auguszta testvér elfogadta Gr. Széchenyi Miklós nagyváradi megyéspüspök meghívását egyházmegyéjébe, és a testvérek átvették az „Apostolok Háza” nevű öregotthon vezetését. 1927 januárjában a kolozsvári Központi Szálló vezetését vette bérbe a Katolikus Státustól, hogy az gazdasági alapot szolgáltasson tevékenységükhöz.
1928-ban Gr. Mailáth Gusztáv Károly erdélyi püspök engedélyezte a Társaságnak az Erdélyi Egyházmegyébe való letelepedését és a központ Kolozsvárra való áthelyezését. A püspök ezzel egyidejűleg elrendelte az Erdélyi Kerületnek a budapesti Szociális Testvérek Társaságához való csatolását. Ezzel helyreállt az 1923-ban, a romániai törvények miatt kényszerűségből megszakadt szervezeti egység.
1921-től 1931-ig Auguszta testvér az erdélyi kerület főnöknője volt, ekkor vezetői tisztjét átadta Veress Marianne testvérnek, ő pedig Nagyváradon megszervezte és vezette a novíciusképzést. 
1933-ban Nagyváradon Egyházközségi Nővéreket Képző Iskola névvel kétéves szociális iskolát nyitott, ahol plébániák és szociális intézmények számára szociális munkásokat, vezetőket képeztek.
1935 őszén elöljárója Rómába küldte Auguszta testvért, hogy ott próbáljon alapot teremteni a Társaság központjának áthelyezése céljából. Anyagi és emberi erő hiányában a terv meghiúsult. 
1937-ben Budapestre kerülve átvette az anyaház, valamint a központi jelöltképző vezetését.
1943-ban ismét megválasztották Erdélyben kerületi elöljárónak – ezt a tisztséget 1971 nyaráig viselte. 

## Élete a háború után
1945-től kezdve, ahogy általában a magyar kisebbség és többi katolikus intézmény helyzete, úgy a szociális testvérek léte és működése is egyre nehezebbé vált. 1948 októberében a Kerület kolozsvári központi épületét államosították, 1949 augusztusában pedig betiltották Romániában a katolikus szerzetesrendek működését.
A kommunista hatalom egyházüldözése Ikrich Augusztát személyesen is érintette: három alkalommal fosztották meg – ártatlanul – szabadságától: 1950-ben, 1951-ben és 1955-ben.

Először 1951. július 1-én tartóztatták le, és vitték el a Duna-csatornához kényszermunkára. Fél év után szabadult. Második letartóztatására 1951. december 8-án került sor. Közel három évig különböző börtönökben vallatták és tartották fogva, bírósági tárgyalás nélkül. Amikor 1954 szeptemberében a börtönből szabadult, 45 kg-ra lefogyva tért haza. 1955 végén harmadszorra is letartóztatták és közel fél éven át a bukaresti Belügyminisztérium földalatti börtönében tartották fogva. Végül a katonai törvényszék felmentette a vádak alól.
Kiszabadulása után is állandóan zaklatták, lakásán házkutatásokat végeztek, javait önkényesen elkobozták. Ennek ellenére a Ceaușescu-korszakban is az ő kolozsvári, négy testvér által használt egyszobás albérleti lakása volt a Társaság illegális központja. Életszentsége a főbérlő besúgó házaspárt megtérítette. 
1973-ban hunyt el Kolozsváron. Temetése előtt Márton Áron püspök rendelkezésére négy napon át a Szent Mihály-templom keresztkápolnájában, zárt koporsóban őrizték holttestét, ahol sokan rótták le tiszteletüket. A román Vallásügyi Osztály vezetője megtiltotta Márton Áronnak, hogy ő végezze a temetési szertartást, de az arra szánt beszédét a püspök megküldte a gyászoló testvéreknek azzal a meghagyással, hogy csak a testvérek szűk körében olvassák fel.  - Temetése napja – május 12. – egybeesett a Szociális Testvérek Társasága alakulásának 50. évfordulójával. Sírja Kolozsvárt, a Házsongárdi temetőben van.